# جون وارنر (سياسي)
جون وارنر (بالإنجليزية: John Warner)‏ هو سياسي أمريكي، ولد في 28 يونيو 1952 في مينوت في الولايات المتحدة. حزبياً، نشط في الرابطة الديمقراطية غير الحزبية في داكوتا الشمالية ‏. وقد انتخب عضو مجلس ولاية داكوتا الشمالية وانتخب عضو مجلس نواب داكوتا الشمالية.